# Situs ambiguus
Situs ambiguus, també conegut com a heterotàxia, és un defecte congènit rar pel qual els principals òrgans estan distribuïts anormalment dins del pit i l'abdomen. L'heterotàxia es refereix en general a qualsevol defecte de lateralitat esquerre-dreta i a la col·locació dels òrgans. No inclou el defecte congènit situs inversus, el qual té lloc quan la posició dels òrgans a l'abdomen i al pit és l'oposada a la ubicació normal. Situs inversus és la imatge de mirall de situs solitus (aquesta última és la distribució asimètrica normal dels òrgans de l'abdomen i el tòrax). Els pacients amb situs ambiguus es consideren isomèrics en el fet que tenen òrgans amb dos costats drets o dos costats esquerres, generalment observat amb relació a l'atri del cor.
Els individus amb situs inversus o situs solitus no experimenten cap disfunció fatal dels seus òrgans, a causa que la morfologia i anatomia general dels sistemes sanguinis i d'òrgans es conserva. A causa de l'arranjament anormal dels òrgans en situs ambiguus, l'orientació a través de l'eix esquerre-dreta del cos s'interromp aviat el desenvolupament fetal, resultant en el desenvolupament de defectes cardíacs severs entre el 50 i 80% dels casos. També experimenten complicacions amb els vasos sanguinis sistèmics i pulmonars, el qual es tradueix en malalties, i de vegades la mort. A tots els pacients amb situs ambiguus els manca lateralització i simetria d'òrgans a les cavitats abdominals i toràciques i clínicament se'ls considera que tenen una forma de síndrome d'heterotàxia.
La síndrome d'heterotàxia amb isomerisme atrial té lloc en 1 de cada 10.000 naixements vius i s'associa amb aproximadament un 3% dels casos de cardiopatia congènita. La valoració addicional de la incidència i la presència de l'isomerisme resulta difícil a causa de la dificultat alhora de fer el diagnostic i la subestimació de la malaltia per part del clínics. A més, l'isomerisme dret és molt més fàcil de reconèixer que l'esquerre, fet que contribueix al fracàs en el diagnostic.
Situs ambiguus és un camp de recerca en creixement amb descobriments de 1973.